# PSR B1620-26
PSR B1620-26は、さそり座の方向約1万2400光年の位置にある、パルサー(PSR B1620-26 A)と白色矮星(WD B1620-26又はPSR B1620-26 B)からなる連星系である。2000年時点で、2つの天体を公転する太陽系外惑星を持つことが確定している。球状星団M4の中に存在する。

## 歴史
元々のPSR B1620-26 Aは、もっと軽い白色矮星を伴星として持っており、当時はまだ惑星を持った主系列星であったWD B1620-26が、当時の連星系に影響を与えて、入れ替わったということが、理論から推測されている。
この3つの天体からなる系は、球状星団の核のすぐ外側にある。星団の年齢は約127億歳と推定されており、2つの恒星と惑星もこの頃生まれたと考えられている。
この普通とは異なった惑星系に対する適切な命名法に関しては、小さな論争があった。一方は、パルサーをPSR B1620-26 A、白色矮星をPSR B1620-26 Bとし、惑星をPSR B1620-26cとすることを主張し、もう一方は、白色矮星にはWD J1623-266という個別の名前をつけ、惑星はWD J1623-266bと命名するべきだと主張した。初期の論文では前者が使われているが、天体カタログでは主に後者が使われている。

## 惑星系

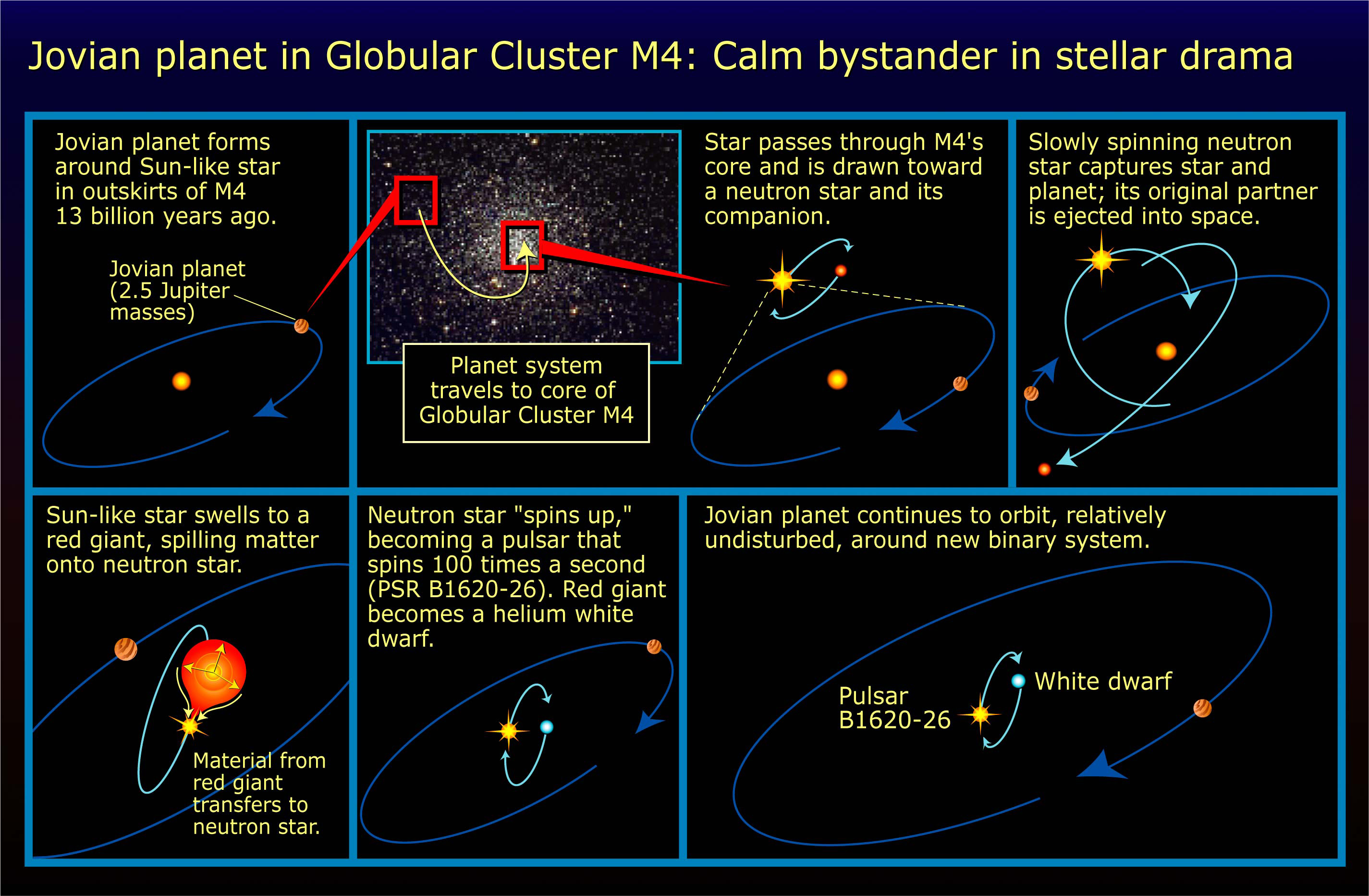
惑星系の進化

PSR B1620-26bは、ドップラーシフトによって見つかった。
1990年代初め、ドナルド・バッカーらは、彼らが連星パルサーだと思っていた天体を研究中、そのドップラーシフトを説明するためには3番目の天体が必要となることに気づいた。数年のうちに、パルサーと白色矮星を公転する惑星の重力効果が測定され、その質量が恒星にしては少なすぎる値になることが分かった。3番目の天体が惑星だという結論は、1993年にステファン・ソーセットらによって発表された。
| 名称 （恒星に近い順） | 質量       | 軌道長半径 （天文単位） | 公転周期 (日) | 軌道離心率 | 軌道傾斜角 | 半径 |
| --------------------- | ---------- | ----------------------- | ------------- | ---------- | ---------- | ---- |
| b                     | 2.5 ± 1 MJ | 23                      | ~36,500       | 低い       | —          | —    |